# Enger
Enger é uma cidade da Alemanha localizado no distrito de Herford, região administrativa de Detmold, estado de Renânia do Norte-Vestfália.